# Salsiccia

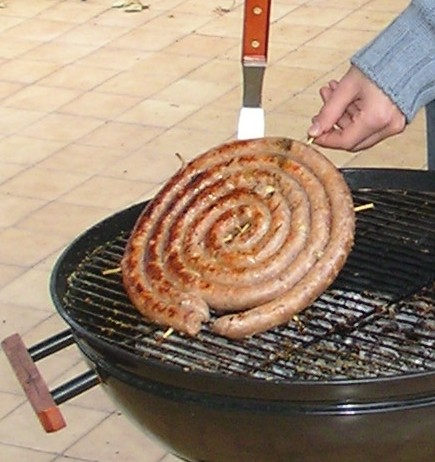
Sizilianische Salsiccia

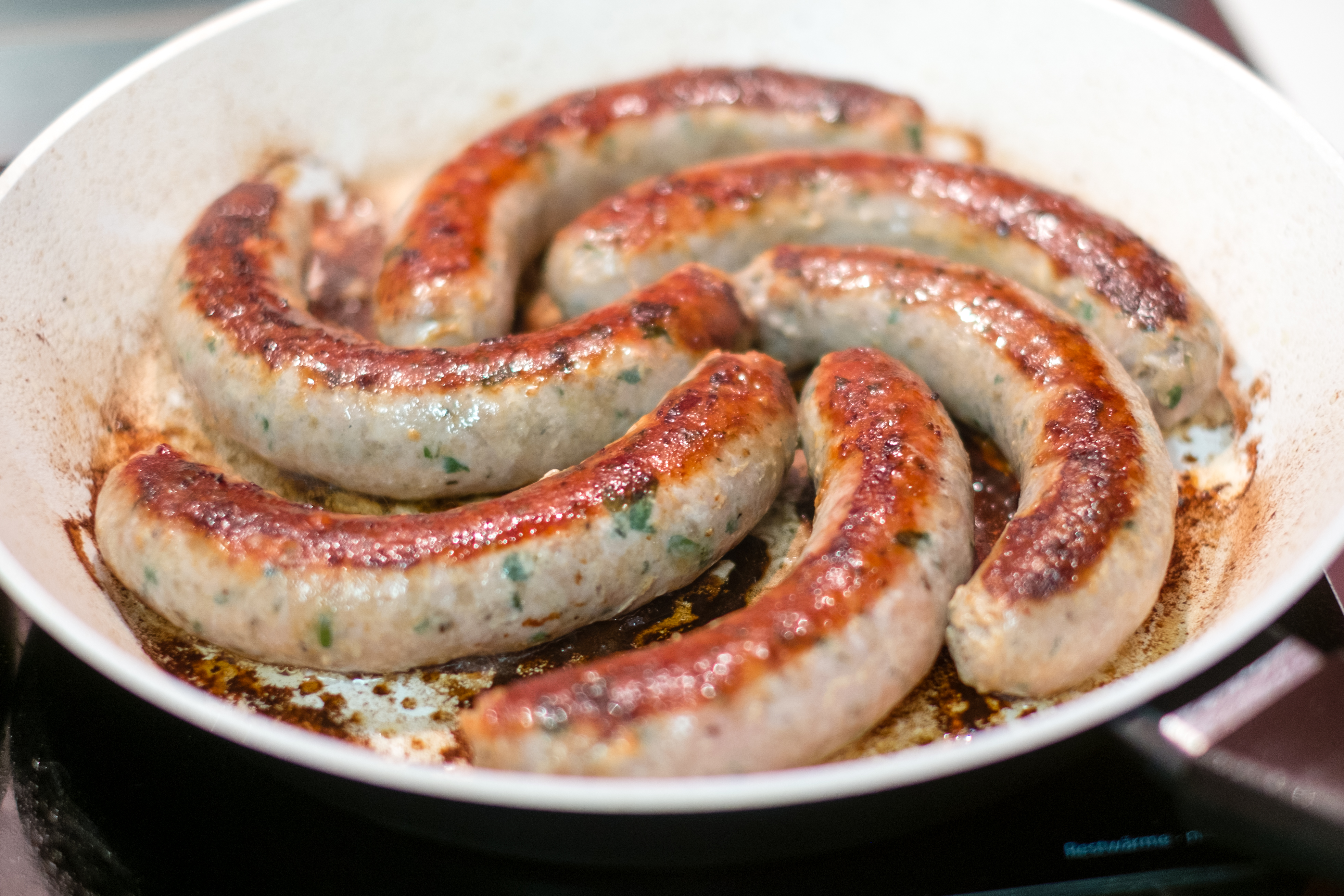
Salsiccia mit Petersilie, in der Pfanne gebraten

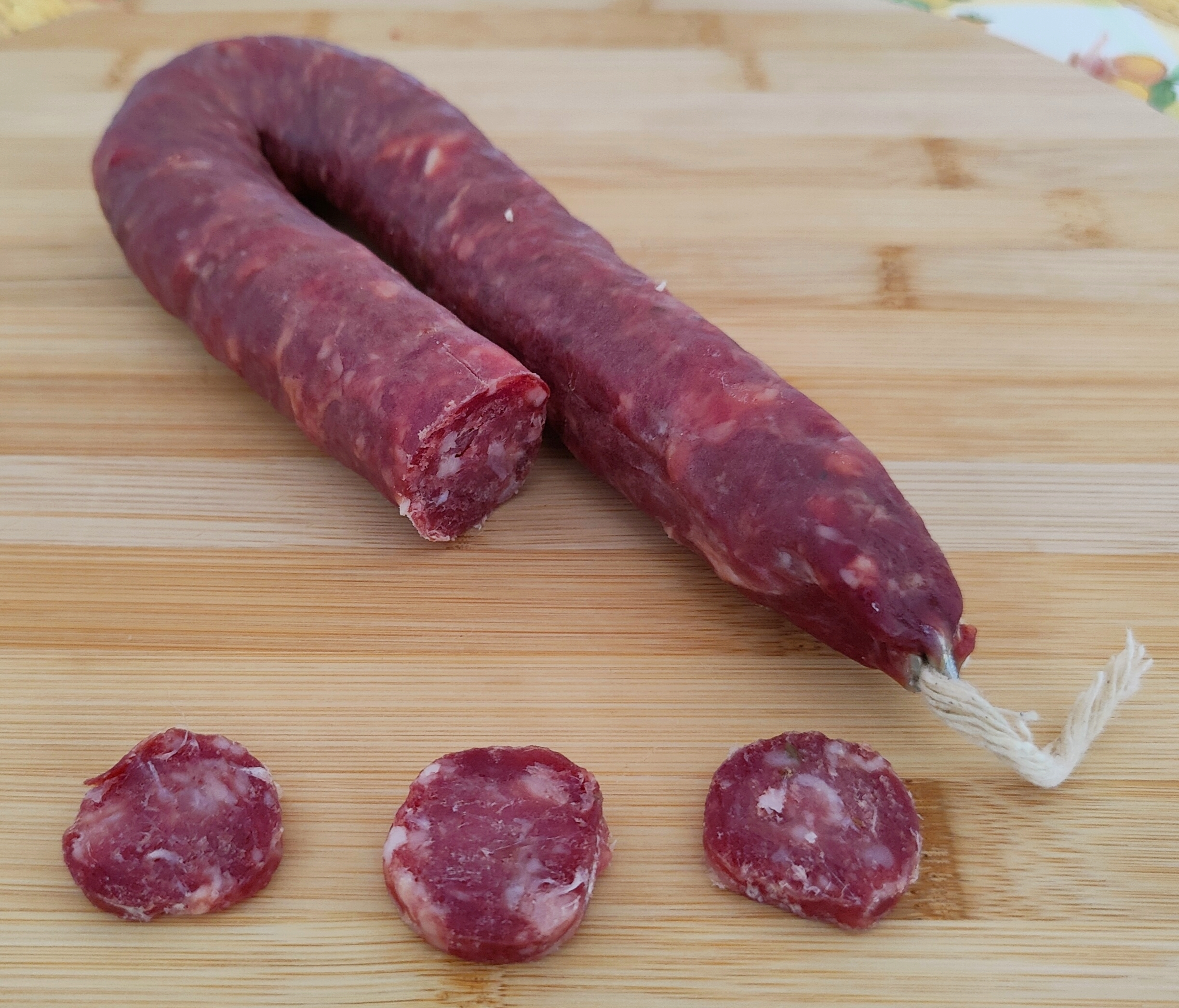
Salsiccia „Lucanica di Picerno“

Unter Salsiccia (ital. Mehrzahl: salsicce) versteht man im deutschsprachigen Raum eine italienische grobkörnige Rohwurst. Sie ähnelt in der Struktur oft einer groben deutschen Bratwurst. Je nach Region wird die Salsiccia aus verschiedenen Fleischsorten hergestellt und mit Kräutern, Gewürzen (vor allem frisch geschrotetem schwarzen Pfeffer) und Aromen angereichert. Die verbreitetste Art besteht nur aus Schweinefleisch. In Italien bezeichnet das Wort Salsiccia auch jede Art von Wurst.

## Geschichte
Die genaue Entstehungsgeschichte der Salsiccia ist unklar, verschiedene Regionen beanspruchen, die Heimat der Salsiccia zu sein. In der Lombardei erzählt man, dass die lombardische Königin Theudelinde das Rezept erfunden und es dann den Einwohnern von Monza geschenkt habe. Auch aus Venetien, Kampanien und der Basilikata gibt es Hinweise auf den Ursprung der Salsiccia.
Die Salsiccia wird unter dem Namen Lucanica in Werken von Cicero, Martial und Marcus Terentius Varro schon um die Zeit der Geburt Christi erwähnt. Sklaven aus Lucania, der  heutigen Region Basilikata, haben die Spezialität nach Rom gebracht. Marcus Terentius Varro schreibt dazu im Aufsatz De Lingua Latina: „lucanicam dicunt quod milites a Lucanis didicerint“ (Varro, LL, 5, 111), also „Sie heißt Lucanica, weil die Soldaten sie von den Lucanern kennen“. Aus dem Wort lucanica entwickelte sich das Wort luganega, das heute noch in der Lombardei, in der Region um Trento und in Venetien als Bezeichnung für dünne Salsicce verwendet wird. In der Region Basilikata gibt es heute noch eine Salsiccia lucanica, bekannt als Lucanica di Picerno, mit dem Gütesiegel g.g.A.

## Zubereitung und Verwendung
Für die Zubereitung der Salsiccia wird typischerweise ein Naturdarm vom Schwein oder vom Hammel benutzt. Dieser wird sowohl mit magerem (z. B. Schulter) als auch mit fettem (z. B. Bauch) gehacktem und gesalzenem Fleisch gefüllt. Der Fleischmasse werden meist Wein (vor allem Rotwein) und Gewürze zugegeben. Die Rezeptur variiert je nach Region, gewürzt wird zum Beispiel mit Knoblauch, Pfeffer, Fenchel, Koriander, Paprika und Muskatnuss.
Drückt man sie aus der Pelle, so kann das Brät u. a. als Fleischeinlage für Pasta-Saucen genutzt werden. In dieser Form wird die Salsiccia auch oft in Risotto verwendet.

## Regionale Unterschiede
Die Produkte werden in jeder Region nach verschiedenen Rezepten zubereitet. Während in den Abruzzen unter anderem Leber verwendet und Honig zugegeben wird, werden in den Marken auch Salsicce aus Wildschweinfleisch zubereitet. In Sardinien dominiert die Salsiccia aus Schweinefleisch. Vom italienischen Ministerium für Landwirtschaft, Ernährung und Forsten gibt es dazu eine Liste der „als typisch anerkannten Lebensmittel“. Salsiccia ist vom Schweizer Salsiz zu unterscheiden.